# Тёёлён Паллокенття
Тёёлён Паллокенття (фин. Töölön pallokenttä, швед. Tölö bollplan) (также известный как Боллис) — комплекс футбольных полей, расположенный в районе Така-Тёёлё в городе Хельсинки. Первое поле было построено в 1915 году, став первым футбольным стадионом с травяным покрытием в Финляндии. Второе поле, известное как поле Эрика фон Френкелля, было введено в эксплуатацию в 1921 году. Также в состав комплекса входят два поля с искусственным покрытием, спортивный зал и стадион «Болт Арена», построенный в 2000 году.
В 1919—1937 годах здесь проводились домашние матчи сборной Финляндии по футболу. Стадион использовался во время Летних Олимпийских игр 1952 года. Сейчас старый стадион является домашней ареной женской команды ХИКа, также здесь играются матчи турниров Helsinki Cup и Stadi Cup.

## История
Идея строительства футбольного стадиона с травяным покрытием в Хельсинки возникла в начале 1910-х годов, когда у Финской футбольной ассоциации не было поля, подходящего для международных матчей. До этого использовались только песчаные поля Кайсаниеми и Эляинтарха. Поскольку городские власти только что построили поле в Эляинтарха, строительство которого было завершено в 1909 году, они больше не хотели финансировать ещё одно футбольное поле. Частный проект был инициирован спортивным активистом Эриком фон Френкеллем, чьё акционерное общество Aktiebolaget Bollplan, основанное в 1914 году, без арендной платы отняло у города более 11 гектаров земли на западной окраине района Эляинтарха. Район был больше похож на болото, очищенное от растительности и полей, возделываемых русскими.
Стадион был построен на холме Тиволи рядом с улицей Урхеилукату. На трибунах возле поля, окружённого деревянной оградой, было около 5000 зрительских мест, из которых 320 были пронумерованными. Церемония открытия состоялась 12 сентября 1915 года. Кульминацией праздника стал футбольный матч между «Киффеном» и ХИФКом, который завершился победой первых со счётом 4:2. Это был первый матч на травяном покрытии в Хельсинки. В 1921 году рядом было построено второе травяное поле, а к 1930-м годам в этом районе уже было семь футбольных полей, некоторые из которых были песчаными.
Компания, владевшая комплексом, была ликвидирована в 1939 году, когда территория была передана городу. В том же году поле начали реконструировать к летним Олимпийским играм 1940 года, которые были отменены из-за войны. В этом районе были построены новые раздевалки, а также длинное здание зрительного зала вдоль Урхеилукату. Стадион принимал матчи футбольного турнира Летних Олимпийских игр 1952. Вместимость трибун второго поля составляла 8 000 человек.
Из-за болотистой почвы травяное покрытие часто было в очень плохом состоянии. Весной на подготовку к играм уходило несколько недель, поле также нельзя было использовать после проливных дождей. Ещё в 1930-х годах планировалось осушить территорию или, как вариант, построить насосную станцию. Несмотря на улучшения, проблемы сохранялись десятилетиями. Наконец, осенью 1994 года должен был начаться капитальный ремонт, но он был проведён в меньшем объёме, чем планировалось. Планируемые работы по освещению и обогреву поля не производились. В 1999 году началось строительство нового футбольного стадиона в качестве замены полей № 3 и № 4, после чего в 2000—2001 годах комплекс полей был капитально отремонтирован. Помимо реконструкции покрытия были снесены трибуны на стороне Урхеилукату. Общая стоимость проекта составила 1,37 миллиона евро. В 2015 году был построен футбольный зал для юниоров ХИКа на месте поля № 7.
Помимо футбольных матчей здесь также проводятся соревнования по другим видам спорта, таким как бейсбол, гандбол, волейбол, хоккей, крикет, американский футбол, а также хоккей с мячом на зимнем катке. Стадион также использовался в качестве сцены для командной гимнастики и массовых упражнений, а также для ярмарок и различных массовых мероприятий.